# Odrodzenie dinozaurów
Odrodzenie dinozaurów (ang. Dinosaur renaissance) – krótki okres rewolucyjnych odkryć związanych z dinozaurami, który rozpoczął się w 1960 roku. Spowodował odnowione naukowe i ogólne zainteresowanie dinozaurami. Został wywołany przez nowe wynalazki i dokonane badania, wskazujące na to, że dinozaury mogły być zwierzętami stałocieplnymi, a nie zmiennocieplnymi, jak uważano dotychczas.
Nowej oceny dinozaurów dokonał John Ostrom, twierdzący, że ptaki wyewoluowały z celurozaurów, oraz Robert Bakker, który utrzymywał, że dinozaury są stałocieplne i w pewnym sensie podobne do nowoczesnych ssaków i ptaków. Bakker często przedstawiał swoje teorie jako renesansowe.
Okres ten skutkował zmianą spojrzenia ludzi na dinozaury i wielokrotnym zwiększeniem ich popularności w kulturze masowej.